# La Société du spectacle (société de production)
Pour les articles homonymes, voir La Société du spectacle.
La Société du spectacle était une société de production de télévision française qui a été créée en janvier 1998 par Karl Zéro et Michel Malaussena. Elle fait partie du groupe EndemolShine France.
Parmi les émissions qui ont été produites par la Société du spectacle, on peut citer le Vrai Journal, 60 jours 60 nuits et le Journal des bonnes nouvelles, toutes trois pour Canal+.
Ce nom fait référence à un livre de Guy Debord écrit en 1967 nommé La Société du spectacle.
Elle a été placée en liquidation judiciaire le 27 avril 2009